# Algie the Miner
Algie the Miner er en amerikansk stumfilm fra 1912 af Harry Schenck, Edward Warren og Alice Guy-Blaché.

## Medvirkende
- Billy Quirk – Algie Allmore
- Clarice Jackson – Miss Lyons
- Mary Foy